# Erwig
Erwig (Flavius Ervigius Rex; † 687) war vom 15. Oktober 680 bis zum 15. November 687 König der Westgoten.

## Herkunft und Regierungsantritt
Erwigs Vater Ardabastus war aus dem Oströmischen Reich als Verbannter ins Westgotenreich gekommen. Der Name Ardabastus (Artavasdes) deutet auf armenische Herkunft (armenisch Artawazd). Der Westgotenkönig Chindaswinth (642–653) gab dem Flüchtling seine consubrina (Cousine oder – wahrscheinlicher – Nichte) zur Frau. Somit stammte Erwig mütterlicherseits von einer Königsfamilie ab.
Erwig wuchs am Hof auf und erhielt die Würde eines Grafen. Nach der Darstellung asturischer Chroniken des 9./10. Jahrhunderts war er maßgeblich am Sturz König Wambas im Oktober 680 beteiligt. Die Einzelheiten sind umstritten, aber dass Wamba durch eine von Erwig eingefädelte Hofintrige entmachtet wurde, ist kaum zu bezweifeln. Die Chronik Alfons’ III. berichtet, dass Erwig dem König das Nervengift Spartein in ein Getränk mischte und ihn damit vorübergehend betäubte. Jedenfalls erhielt Wamba als vermeintlich Todkranker das Bußsakrament und wurde nach damaligem Brauch mit einem Ordensgewand bekleidet und durch die Tonsur in den geistlichen Stand aufgenommen. Damit wurde er regierungsunfähig. Er dankte am 14. Oktober 680 ab, unterschrieb ein Dokument, durch das er Erwig zum Nachfolger bestimmte, und zog sich in ein Kloster zurück, wo er spätestens 683 starb. Am 15. Oktober trat Erwig die Regierung an; eine Königswahl fand nicht statt, sondern die Rechtsgrundlage war die Designation durch den Vorgänger. Am 21. Oktober empfing Erwig die Königssalbung durch den Metropoliten Julian von Toledo. In der neueren Forschung wird vermutet, dass Julian den Staatsstreich begrüßt und sogar aktiv unterstützt hat.

## Kirchenpolitik und Gesetzgebung
Nach seiner Machtübernahme berief Erwig alsbald (im Januar 681) ein Reichskonzil ein, das 12. Konzil von Toledo, das den ungewöhnlichen Regierungswechsel absegnete. Außerdem stärkte das Konzil die Stellung des Metropoliten von Toledo gegenüber den übrigen Metropoliten und erhob ihn faktisch zum „Universalmetropoliten“ der Reichskirche, was eine für damalige Verhältnisse ungewöhnliche Zentralisierung der Kirchenorganisation bewirkte.
683 tagte das 13. Konzil von Toledo, dessen Beschlüsse den König in einer deutlich geschwächten Position zeigen. Die Konzilsakten zeugen vom starken Einfluss einer mächtigen oppositionellen Adelspartei, welche die Macht des Königs begrenzen wollte. Die Konzilsväter forderten die pauschale Amnestierung von Verschwörern und Rebellen und die Rückgabe ihrer konfiszierten Güter an ihre Familien. Der König setzte den entsprechenden Konzilsbeschluss allerdings nur teilweise um. Verfassungsrechtlich höchst bedeutsam war ein Beschluss, der untersagte, Bischöfe oder Angehörige des Hofadels abzusetzen, zu verhaften, zu foltern oder zu enteignen, solange sie nicht in einem öffentlichen Gerichtsverfahren von einem Gericht ihrer Standesgenossen verurteilt waren. Die Anwendung physischer Gewalt gegen Vornehme zur Erzwingung von Geständnissen wurde somit verboten. Zu den adelsfreundlichen Beschlüssen gehörte ferner ein Erlass von Steuerschulden.
Am 21. Oktober 681 setzte Erwig eine Neufassung des westgotischen Gesetzbuchs in Kraft. Sie regelte unter anderem die Pflicht zum Heeresdienst, deren Verletzung weiterhin mit hohen Strafen geahndet wurde. Die Bestimmungen lassen erkennen, dass das westgotische Heer damals zu einem großen Teil aus Sklaven bestand. Die Sklavenbesitzer wurden verpflichtet, ein Zehntel ihrer Sklaven zu bewaffnen und auf die Feldzüge mitzunehmen. Der König hatte keinen direkten Zugriff auf einen großen Teil der Wehrfähigen, sondern konnte nur die mächtigen Adligen veranlassen, sich mit ihren Gefolgschaften (Privatarmeen) an seinen militärischen Aktionen zu beteiligen.
Ein wichtiger Teil der neuen gesetzlichen Bestimmungen waren Erwigs umfangreiche Maßnahmen gegen die Juden, mit denen er an die bereits bestehende judenfeindliche Gesetzgebung anknüpfte. Getaufte Juden (darunter auch die unter König Sisebut zwangsweise getauften sowie deren Nachkommen) wurden einer strengen Kontrolle unterworfen, um einer Rückkehr zum jüdischen Glauben vorzubeugen; die Aufsicht und Strafgewalt über sie wurde dem Klerus übertragen.

## Nachfolgeregelung
Erwig war mit Leuvigoto (Liuvigoto) verheiratet, einer Frau unbekannter Herkunft; für die Behauptung, dass sie eine Königstochter war, gibt es keinen Beleg. Das Paar hatte mehrere Kinder. Namentlich bekannt ist von diesen nur die Tochter Cixilo, die Erwig mit einem Adligen namens Egica, einem Verwandten (wahrscheinlich Neffen) Wambas, verheiratete. Wegen einer tödlichen Erkrankung designierte Erwig am 14. November 687 Egica zu seinem Nachfolger und dankte am folgenden Tag ab, worauf Egica sofort die Regierung antrat. Egica war seinem Vorgänger feindlich gesinnt; ob Erwig ihn freiwillig oder unter Druck zu seinem Schwiegersohn und Nachfolger machte (obwohl er selbst Söhne hatte, die ihn überlebten), ist unbekannt. Vermutlich sah er sich gezwungen, der mächtigen Sippe seines Vorgängers gewichtige Konzessionen zu machen.